# Северная улица (Подольск)
Северная улица — улица, расположенная в одноимённом районе города Подольска. Название улицы связано с появлением в начале XX века (1910—1930 года) вокруг Завода имени Орджоникидзе (Подольский машиностроительный завод) двух районов — Северного и Южного.

## Описание
Свое начало Северная улица берет на пересечении с улицей Орджоникидзе, далее уходит в северо-восточном, а затем в северном направлении. Заканчивается улица, переходя в Бронницкую улицу в Залиненном районе города Подольска.
Северную улицу пересекают улица Орджоникидзе, улица Мира, улица Энтузиастов и Рощинская улица. Справа по ходу движения от начала улицы примыкают Гулевский проезд, Ждановская улица и Бронницкая улица. Слева по ходу движения от начала улицы примыкает 2-я Рощинская улица.
На всем своем протяжении улица является улицей с двухсторонним движением.
Нумерация домов по улице начинается со стороны улицы Орджоникидзе.
Почтовый индекс Северной улицы в городе Подольске — 142103.

## Примечательные здания и сооружения
- Государственное бюджетное учреждение здравоохранения «Подольская городская больница № 2» и городская поликлиника № 2 (улица Батырева, владение 7)[3]. Подольская городская больница № 2 ведет свою историю с 1918 года, когда при заводе имени Орджоникидзе был открыт первый здравпункт, который обслуживал работников предприятия. В 1926 году была организована амбулатория, которая обслуживала уже не только сотрудников завода, но и местное население. В 1935 году амбулатория была преобразована в поликлинику, а в 1938 году был организован родильный дом и педиатрическое отделение. В послевоенные годы было построено здание поликлиники (1958 год), и здание стационара (1964 год). Начиная с 1964 года лечебное учреждение имело статус медсанчасти, а в 1980 году было реструктуризировано в городскую больницу № 2[4].
- Завод имени Орджоникидзе (Подольский машиностроительный завод) (улица Машиностроителей, владение 23). Предприятие ведет свою историю с 1919 года, когда начал свое существование Подольский вагоноремонтный завод — предшественник современного завода. Строительство осуществлялось на площадке недостроенного кабельного и меднопрокатного завода. Одним из владельцев недостроенных заводов был Константин Сергеевич Алексеев, более известный как театральный деятель Станиславский. В связи с выпуском новой продукции (промышленные электровозы, корпуса для танков и бронемашин) в 1929—1932 годах предприятие получило новое название Подольский крекинго-электровозостроительный завод (КЭС)[5]. В 1936 году предприятию было присвоено имя Серго Орджоникидзе — первого народного комиссара тяжелого машиностроения[6]. В октябре 1941 года завод был в срочном порядке эвакуирован в Свердловск (ныне Екатеринбург). Эвакуированное предприятие разместилось на территории Уральского завода транспортного машиностроения (Уралтрансмаш). Однако уже в 1942 году завод вернулся в Подольск из эвакуации, разместившись на прежней территории вместе с эвакуированным из Таганрога в июле 1942 года предприятием «Красный котельщик». Также на территории Завода имени Орджоникидзе в феврале 1944 года разместили эвакуированное производство из Бердянска. В декабре 1945 года руководство станы приняло решение вместо нескольких производств, работавших в период Великой Отечественной войны, воссоздать Машиностроительный завод имени Орджоникидзе.
- Рабочие казармы Завода имени Орджоникидзе (улица Орджоникидзе дом 11 и улица Орджоникидзе дом 13). Здания были возведены перед Великой Октябрьской Социалистической революцией в 1910-е годы. Постройки стилистически относятся к образцам позднего модерна. В настоящее время оба здания используются под заводские общежития и частные квартиры. Рядом с рабочими казармами располагается небольшой сквер, с гигантским вазоном в сталинском стиле.
- Рабочие казармы Заводи имени Орджоникидзе (улица Мира дом 8 и улица Мира дом 10). Оба здания были возведены в 1923 году и формируют небольшой архитектурный ансамбль.

## Транспорт
По улице осуществляется движение общественного транспорта. По улице Северной проходят городские автобусные маршруты № 2, № 20 и № 25, городской троллейбусный маршрут № 3, а также осуществляют движение маршрутные такси № 2К и № 26.